# Ace Frehley (album)
Ace Frehley – pierwszy solowy album gitarzysty amerykańskiej grupy KISS, Ace’a Frehleya wydany we wrześniu 1978 roku. Jest to jeden z czterech solowych albumów wydanych przez członków zespołu KISS tego samego dnia – 18 września 1978.

## Lista utworów

### Strona pierwsza
| 1. | "Rip It Out" (Ace Frehley, Larry Kelly, Sue Kelly)        | 3:39  |
|    |                                                           |       |
| 2. | "Speedin' Back to My Baby" (A. Frehley, Jeanette Frehley) | 3:35  |
|    |                                                           |       |
| 3. | "Snow Blind" (Frehley)                                    | 3:54  |
|    |                                                           |       |
| 4. | "Ozone" (Frehley)                                         | 4:41  |
|    |                                                           |       |
| 5. | "What's on Your Mind?" (Frehley)                          | 3:26  |
|    |                                                           |       |
|    |                                                           | 19:15 |
|    |                                                           |       |

### Strona druga
| 1. | "New York Groove" (Russ Ballard) | 3:01  |
|    |                                  |       |
| 2. | "I'm in Need of Love" (Frehley)  | 4:36  |
|    |                                  |       |
| 3. | "Wiped-Out" (Frehley, Anton Fig) | 4:10  |
|    |                                  |       |
| 4. | "Fractured Mirror" (Frehley)     | 5:25  |
|    |                                  |       |
|    |                                  | 17:12 |
|    |                                  |       |

## Informacje
- Susan Collins – wokal, wokal wspierający
- Anton Fig – perkusja
- Ace Frehley – gitara akustyczna, gitara, gitara basowa, gitara rytmiczna, wokal, syntezator
- Larry Kelly – wokal, wokal wspierający
- David Lasley – wokal, wokal wspierający
- Will Lee – gitara basowa
- Bill Scheniman – wokal
- Carl Tallarico – perkusja

## Notowania
| Kraj    | Najwyższa pozycja na liście |
| ------- | --------------------------- |
| USA     | 26                          |
| Japonia | 30                          |
| Austria | 48                          |
| Kanada  | 34                          |

Album – Billboard (Ameryka Północna)
| Rok  | Lista      | Pozycja |
| ---- | ---------- | ------- |
| 1978 | Pop Albums | 26      |

Single – Billboard (Stany Zjednoczone)
| Rok  | Singel            | Lista       | Pozycja |
| ---- | ----------------- | ----------- | ------- |
| 1978 | "New York Groove" | Pop Singles | 13      |

Single – Billboard (Kanada)
| Rok  | Singel            | Lista       | Pozycja |
| ---- | ----------------- | ----------- | ------- |
| 1978 | "New York Groove" | Pop Singles | 25      |